# Macaranga didymocarpa
Macaranga didymocarpa är en törelväxtart som beskrevs av Timothy Charles Whitmore. Macaranga didymocarpa ingår i släktet Macaranga och familjen törelväxter. Inga underarter finns listade i Catalogue of Life.